# توماس سندستروم
توماس سندستروم (انگلیسی: Tomas Sandström؛ زادهٔ ۴ سپتامبر ۱۹۶۴) بازیکن هاکی روی یخ اهل سوئد است.
وی همچنین برندهٔ جوایزی همچون جام استنلی شده‌است.
از باشگاه‌هایی که در آن بازی کرده‌است می‌توان به نیویورک رنجرز و آناهایم داکس اشاره کرد.